# Saint-Avit (Charente)
Saint-Avit ist ein Ort und eine Gemeinde mit 219 Einwohnern (Stand 1. Januar 2022) im westfranzösischen Département Charente in der Region Nouvelle-Aquitaine.

## Lage
Der Ort Saint-Avit liegt in der Kulturlandschaft des Angoumois in einer Höhe von etwa 110 m ü. d. M. und ist etwa 52 km (Fahrtstrecke) in südwestlicher Richtung von der Stadt Angoulême bzw. ca. 67 km in südöstlicher Richtung von der Stadt Cognac entfernt. Das Flüsschen Trude bildet die westliche Gemeindegrenze.

## Bevölkerungsentwicklung
| Jahr      | 1800 | 1851 | 1901 | 1954 | 1999 | 2013 |
| Einwohner | 301  | 322  | 234  | 179  | 180  | 198  |

Der Bevölkerungsrückgang in der ersten Hälfte des 20. Jahrhunderts ist im Wesentlichen auf den Verlust an Arbeitsplätzen infolge der Reblauskrise und der zunehmenden Mechanisierung der Landwirtschaft zurückzuführen.

## Wirtschaft
Lebten die Bewohner des Ortes jahrhundertelang von den Erträgen ihrer Felder und Gärten, so wurde im ausgehenden Mittelalter und in der frühen Neuzeit der Weinbau vorangetrieben, der – nach der Reblauskrise im ausgehenden 19. und beginnenden 20. Jahrhundert – auch heute noch die wichtigste Einnahmequelle der Gemeinde ausmacht. Auch der Tourismus in Form der Vermietung von Ferienwohnungen (gîtes) spielt eine nicht unbedeutende Rolle für das wirtschaftliche Überleben der Gemeinde.

## Geschichte
Im Jahr 1882 wurden im Feld eines Bauern Reste der Grundmauern eines römischen oder gallorömischen Landguts (villa rustica) entdeckt. 
Im Mittelalter gehörte Saint-Avit – ebenso wie der Nachbarort Bazac – zur Grundherrschaft (seigneurie) des Château de Bellevue.

## Sehenswürdigkeiten
- Die Pfarrkirche Saint-Avit geht in ihren Ursprüngen auf das 11. Jahrhundert zurück. Die Apsis zeigt eine Pilastergliederung. Der Turm hat Wehrcharakter; sein gemustertes Dach stammt wahrscheinlich erst aus dem 19. Jahrhundert und orientiert sich an flämischen bzw. burgundischen Traditionen. Die Kirchenglocke stammt aus dem Jahr 1624 und ist als Monument historique anerkannt.[2]

außerhalb
- Das Château de Bellevue liegt nahe der Grenze zur südlich anschließenden Gemeinde Bazac. Es ist ein repräsentativer Schlossbau des 17. Jahrhunderts, welcher heute als Hotel genutzt wird.